# Hans Hohs
Hans Hohs (* 8. April 1960) ist ein ehemaliger deutscher Fußballspieler, der ein Bundesligaspiel für den 1. FC Köln bestritt.
In der Saison 1987/88 setzte der Kölner Trainer Christoph Daum den Verteidiger, der bis dahin nur bei den Amateuren des FC gespielt hatte, am 32. Spieltag gegen Werder Bremen (2:0) für 90 Minuten ein. Nachdem der damals schon 28-Jährige eine gute Leistung ablieferte, bot man ihm einen Profi-Vertrag an. Jedoch hatte Hohs bereits einen Vertrag beim in der drittklassigen Oberliga Nordrhein spielenden SC Viktoria Köln unterschrieben. Hohs fühlte sich diesem Verein gegenüber verpflichtet und lehnte die Offerte des FC ab.
Sein Sohn David, Torwart, war unter anderem in der 2. Bundesliga bei Alemannia Aachen aktiv.